# Tmesibasis regia
Tmesibasis regia is een insect uit de familie van de vlinderhaften (Ascalaphidae), die tot de orde netvleugeligen (Neuroptera) behoort. 
Tmesibasis regia is voor het eerst wetenschappelijk beschreven door Navás in 1915.